# Chalil (Instrument)
Die oder der Chalil oder Ḥālīl (hebräisch, von der Wurzel ḥll, „aushöhlen, durchbohren“), auch Halil geschrieben, ist ein Blasinstrument, dessen Name in der Bibel genannt wird. Martin Luther übersetzte es als Flöte und auch Pfeife. Luther hat sich bei seiner Übersetzung allerdings auf die altgriechische Septuaginta bezogen und daher vom altgriechischen Wort Aulos ins Deutsche übersetzt. Vermutlich war die Chalil ein Einfach- oder Doppelrohrblattinstrument, wobei Curt Sachs (1940) zwei Spielröhren wie beim Aulos für wahrscheinlich hält.
Die Chalil bestand dem Talmud zufolge aus Schilfrohr, Holz, Knochen, Bronze oder Kupfer. Sie ähnelte möglicherweise dem griechischen Aulos und der arabischen Mizmar. Zur Zeit des alten Testaments war die Chalil in Israel ein sehr populäres Instrument, das zu unterschiedlichen Anlässen gerne gespielt wurde. Das Instrument wurde beispielsweise auch am Laubhüttenfest beim Gottesdienst der Juden gespielt. Auch der Gesang Hallel wurde auf dem Chalil geblasen. 
Der Klang einer Chalil war durchdringender und spitzer als der einer Oboe, mitunter recht penetrant. Im antiken Israel erzählte man sich daher, dass immer wenn die Chalil im Jerusalemer Tempel gespielt wurde, der Klang bis nach Jericho zu hören gewesen sei.
Leonard Bernstein schrieb 1981 ein Nocturne für Flöte, Streichorchester und Schlagzeug mit dem Titel Ḥalil, das dem Flötisten Yadin Tanenbaum gewidmet ist, der 19-jährig im Jom-Kippur-Krieg fiel.